# Jeanneliensia sublimpida
Jeanneliensia sublimpida is een halfvleugelig insect uit de familie schuimcicaden (Cercopidae). De wetenschappelijke naam van deze soort is voor het eerst geldig gepubliceerd in 1920 door Lallemand.